# Обрад Зорка
Обрад Зорка (умро после 1373) је био конавоски кефалија, великаш Николе Алтомановића из породице Војиновића.

## Биографија
Обрад се у изворима први пут јавља као конаваоски кефалија 22. маја 1371. године у јеку рата између Николе Алтомановића и Дубровника. Са дубровачке стране је учињен покушај да се склопи примирје. Дубровачки поклисар Лоне Држић се упутио конавоском кефалији Обраду, али посланство није постигло очекиване резултате. Обрад је од Дубровчана тада тражио да пошаљу свог курира жупану, на шта му је одговорено да је довољно да Николу о свему извести Обрадов човек. Обрад је тада затражио да у време преговора буде склопљено сепаратно примирје између њега и Дубровника, на шта је поклисар изјавио да ће то бити учињено "из љубави према Обраду". Склапање сепаратног примирја зависило је од неколико услова:
- Обрадови људи не смеју долазити у Дубровник и обрнуто.
- Заповедник дубровачке галије пред Драчевицом неће нападати Обрадове људе на копну, али се ови такође не смеју отискивати на море.
- Примирје би требало да траје још три дана по повратку кефалијиног, односно Обрадовог човека од Николе Алтомановића.
- Комуникација и кретање курира одбијало би се несметано.
- Уколико би Обрад захтевао, Лоне Држић би требало да положи заклетву на примирје у име Републике, а Обрад у име Николе.

Преговори нису довршени због приближавања војске Вукашина Мрњавчевића која је кренула у рат против Николе. Почетком следеће године, Обрад је упутио у Дубровник посланство нудећи примирје. Дубровачки поклисар Блаж Водопић уговорио је 10. фебруара примирје са Обрадом до Ускрса, али је рок продужен до Ђурђевдана. Главни захтев Алтомановића, о пребацивању исплате светодмитровског дохотка на његово име, био је испуњен. У међувремену је Вукашин, заједно са братом Угљешом, погинуо у Маричкој бици.
Мавро Орбин у Краљевству Словена описује Обрадову издају. Према Орбину, Алтомановић је на једном састанку покушао да убије моравског кнеза Лазара који је, разљућен, позвао угарског краља и босанског бана у рат против жупана Алтомановића. Угарски краљ посла Лазару, под Николом Горјанским, 1000 копљаника, а босански бан лично дође са својом војском. Здружени, они продреше у Николине земље и ставише све под мач и огањ. Алтомановић се повлачио ка приморју. Никола је затражио уточиште у Клобуку којим је тада управљао Обрад. Обрад му није желео отворити врата. Политички преокрет конавоског кефалије натерао је Алтомановића да се окрене ка северу где је пошао право у сусрет непријатељима. У Ужицу је заробљен и ослепљен. Није сасвим јасно због чега је Обрад издао свога господара. Могуће да се прилагодио новим политичким околностима увидевши скори пад Алтомановића. Могуће је и да су га непријатељи Николе Алтомановића придобили на своју страну.
Непосредно по паду Николе Алтомановића, Конавли су припали Ђурђу из породице Балшића. Обрад је уклоњен са ове функције. На месту конавоског кефалије се 1374. године јавља Радич Ђурђевић.